# Херман II (Верл)
Херман II фон Верл (на немски: Hermann II von Werl; * ок. 980; † 1025) е граф на Верл, граф в епископство Оснабрюк, фогт на манастирите Верден, Лизборн, Мешеде и Йодинген.

## Произход
Той е най-възрастният син на граф Херман I фон Верл († 985) и съпругата му Герберга Бургундска († 1019), дъщеря на бургундския крал Конрад III от род Велфи и Матилда Френска, дъщеря на крал Лудвиг IV от Франция. Братята му са Бернхард и Рудолф. Полубрат е на императрица Гизела Швабска, съпругата на императора на Свещената римска империя Конрад II и майка на император Хайнрих III. Племенник е на крал Рудолф III от Бургундия и братовчед на крал Хайнрих II.
При изборите за крал, след смъртта на император Ото III през 1002 г., той и фамилията му подкрепят втория съпруг на майка му херцог Херман II от Швабия († 1003), но печели техния братовчед Хайнрих II.

## Фамилия
Първи брак: Херман II се жени за жена с неизвестно име. Двамата имат децата:
- Конрад (I)
- Аалберт, граф в Емегау

Втори брак: през 1007 г. с Годила фон Ротенбург (Годела, † 1015), вдовица на Лотар III фон Валбек, маркграф на Нордгау, дъщеря на граф Вернер I фон Ротенбург. Имат децата:
- Хайнрих († 1051)
- Бернхард II († 1066)
- Рудолф
- Матилда